# Philipp Brotz
Philipp Brotz (* 1982 in Calw) ist ein deutscher Gymnasiallehrer und Schriftsteller.

## Leben
Brotz wuchs im Nordschwarzwald auf. Nach dem Wehrersatzdienst im Upstate New York studierte er Germanistik und Romanistik auf Lehramt an der Humboldt-Universität zu Berlin, später auch Politik- und Wirtschaftswissenschaft an der Albert-Ludwigs-Universität Freiburg. Er ist als Gymnasiallehrer in Freiburg tätig. 2017 trat Brotz als Lesender auf dem Literarischen Forum Oberschwaben auf, wo er den Tübinger Verleger Hubert Klöpfer kennenlernte, der 2020 seinen zweiten Roman publizierte. 2023 erschien sein dritter Roman bei 8 grad in Freiburg.

## Veröffentlichungen (Auswahl)
- Schenkmann und Ich. Roman. Dorise-Verlag, Burg 2010, ISBN 978-3-937973-89-0.
- Hamburg. In: Peter Fassl (Hrsg.): Kindheit. Wißner-Verlag, Augsburg 2016, ISBN 978-3-95786-103-0.
- Termitenkönigin. Roman. Klöpfer, Narr Verlag, Tübingen 2020, ISBN 978-3-7496-1018-1.
- Die Ungleichzeitigen. Roman. 8 Grad Verlag, Freiburg 2023, ISBN 978-3-910228-12-2.

## Auszeichnungen
- 2016: Schwäbischer Literaturpreis (3. Preis) für Hamburg[2]
- 2017: Jurypreis beim Wiener Book Slam für Unter Maulwürfen[3]
- 2017: Longlist zum Walter-Kempowski-Literaturpreis mit Qabili Palau
- 2018: Arbeitsstipendium des Förderkreises deutscher Schriftsteller in Baden-Württemberg e.V. für Termitenkönigin[4]
- 2019: Einstufung als hervorragend beim Limburg-Preis für Das dritte Klopfen
- 2022: Shortlist zum Deutschen Kurzgeschichtenwettbewerb mit Positiv bleiben
- 2022: Nora-Pfeffer-Literaturpreis für Barfuß zum Aralsee[5]